# Georg Ostrogorsky
Georg Alexandrovič Ostrogorsky (San Petersburgo, 19 de enero de 1902-Belgrado, 24 de octubre de 1976) fue un historiador yugoslavo nacido en Rusia especializado en la historia del Imperio bizantino.
Hijo de un director de colegio y escritor de asuntos pedagógicos, completó su educación en San Petersburgo y adquirió conocimientos de griego. Comenzó sus estudios universitarios en Heidelberg, Alemania; donde se dedicó inicialmente a la filosofía, economía y sociología, aunque también tomó clases de arqueología. Entre sus maestros estuvieron Karl Jaspers, Heinrich Rickert, Alfred Weber y Ludwig Curtius. Obtuvo su doctorado en la Universidad de Heidelberg en 1925. Se mudó a Belgrado a la llegada al poder del régimen nazi.
Ostrogorsky enseñó en Yugoslavia hasta su retiro en 1973. Merced a su dirección, el Instituto de Belgrado se convirtió, junto con los de Múnich, París y Dumbarton Oaks, en un referente en el campo de la bizantinología.
Su trabajo más conocido es su History of the Byzantine State, trabajo que conoció dos ediciones inglesas (1957, 1968) y tres alemanas (1940, 1952 y 1963), ha sido traducida a más de diez idiomas.

## Obra
- Historia del estado bizantino, Akal 1983. ISBN 84-7339-690-1